# 대한민국 형사소송법 제90조
대한민국 형사소송법 제90조는 변호인의 의뢰에 대한 형사소송법의 조문이다.

## 조문
제90조(변호인의 의뢰) ① 구속된 피고인은 법원, 교도소장 또는 구치소장 또는 그 대리자에게 변호사를 지정하여 변호인의 선임을 의뢰할 수 있다.
②전항의 의뢰를 받은 법원, 교도소장 또는 구치소장 또는 그 대리자는 급속히 피고인이 지명한 변호사에게 그 취지를 통지하여야 한다.  <개정 1963.12.13.>

第90條(辯護人의 依賴) ① 拘束된 被告人은 法院, 矯導所長 또는 拘置所長 또는 그 代理者에게 辯護士를 指定하여 辯護人의 選任을 依賴할 수 있다.
②前項의 依賴를 받은 法院, 矯導所長 또는 拘置所長 또는 그 代理者는 急速히 被告人이 指名한 辯護士에게 그 趣旨를 通知하여야 한다.  <개정 1963.12.13.>

## 참고 문헌
- 손동권 신이철, 새로운 형사소송법(초판, 2013), 세창, 2013. ISBN 9788984114081